# Ferrari 408 4RM
La Ferrari 408 4RM est un prototype construit et développé par Ferrari de 1987 à 1988.

## Contexte
Ce modèle a la particularité d'être la toute première Ferrari à quatre roues motrices. Pour réaliser ce genre de transmission, un nouveau type de répartiteur est installé qui utilise un joint hydraulique innovant.
Deux exemplaires ont été construits. Le premier (châssis no. 70183), construit en juin 1987 et peint en rouge, a un châssis tout en acier soudé. Le second (châssis n° 78610), peint en jaune, a un châssis composé à la fois de pièces en acier et en aluminium, collé avec des adhésifs. Ce dernier exemplaire, achevé en septembre 1988, est maintenant exposé au Musée Ferrari.
Le développement technique du modèle est suivi jusqu'aux premiers mois de 1987 par Mauro Forghieri, c'est-à-dire jusqu'à ce que le célèbre ingénieur quitte Ferrari.
L'abréviation numérique dans le nom du modèle est liée aux caractéristiques du moteur. Plus précisément, ils font référence à la cylindrée du moteur d'environ 4,0 l, et aux 8 cylindres en V. L'acronyme “4RM” signifie “4 Ruote Motrici”, quatre roues motrices en français. 
La 408 4RM a été conçue et dessinée sur ordinateur par la société I.De.A Institute en tant que prototype expérimental pour tester de nouveaux matériaux et composants, avec ce fameux système de traction intégrale à la pointe de la technologie. Cependant, l'accueil mitigé du public et un design jugé peu attrayant sonnent le glas de cette voiture. Le système “4RM” sera plus tard utilisé dans la Ferrari FF, sortie en 2011.
En décembre 1988, la 408 4RM fait la couverture du magazine américain Road & Track, destiné aux passionnés d'automobile.

## Caractéristiques techniques
Le moteur est un V8 situé en position longitudinale centrale arrière à 90°. L'alésage et la course sont respectivement de 93 mm et 73,6 mm, ce qui porte la cylindrée totale à 3999,66 cm3. Le taux de compression est de 9,8:1. La puissance maximale délivrée par le moteur est de 300 ch à 6 250 tr/min, tandis que le couple le plus élevé fourni par le moteur est de 373 N⋅m.
La distribution est composée par un double arbre à cames en tête pour chaque banc, qui contrôle quatre soupapes par cylindre. En tant que système d'alimentation en carburant, elle est équipée d'un système d'injection électronique Weber-Marelli. L'allumage est simple et électronique. La lubrification est à carter sec, tandis que l'embrayage est à double disque.
Les suspensions est indépendantes, à triangles, ressorts hélicoïdaux coaxiaux avec amortisseurs télescopiques et barre stabilisatrice. Les freins sont à disque, tandis que la transmission consiste en une boîte de vitesses manuelle à cinq rapports plus une marche arrière. La direction est à crémaillère et pignon et la traction est intégrale.
Le châssis est constitué d'une caisse porteuse en tôle d'acier, tandis que la carrosserie est une berlinette biplace.

Le premier prototype Ferrari 408 4RM s/n 70183
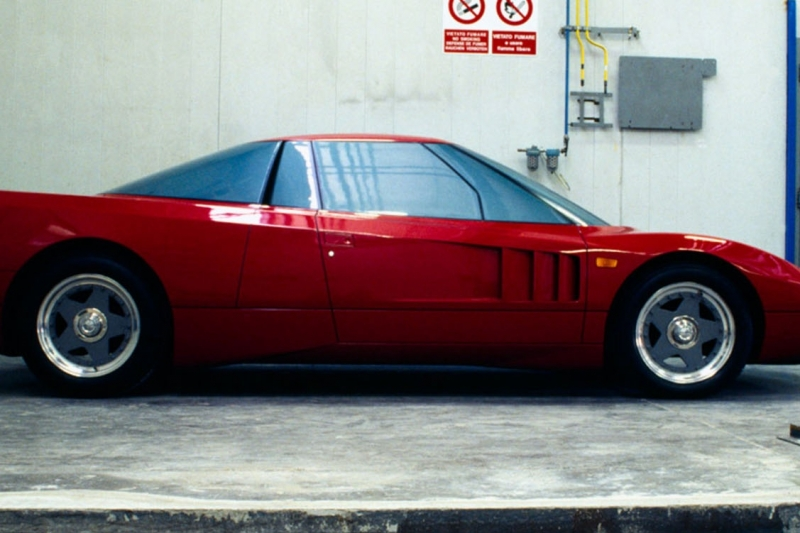
La Ferrari 408 4RM s/n 70183 de 1987 dans une rare pose du côté droit avec plusieurs différences par rapport au prototype final (roues, ouvertures de ventilation, fenêtres, porte) : peut-être un modèle en argile.
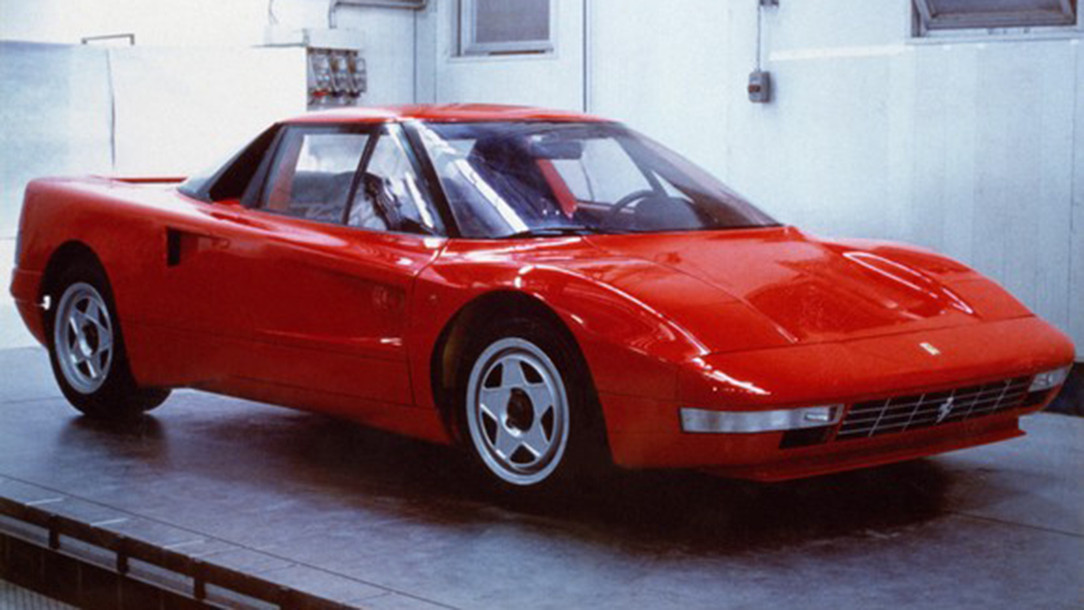
La 408 4RM s/n 70183 posant en 1987.
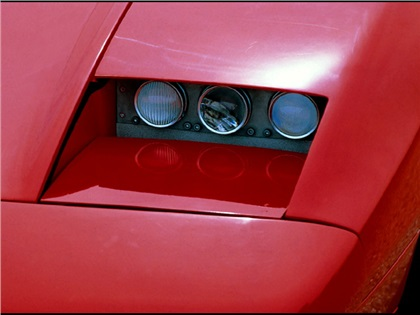
Phares du prototype Ferrari 408 4RM s/n 70138 de 1987, avec couvercle rabattable.
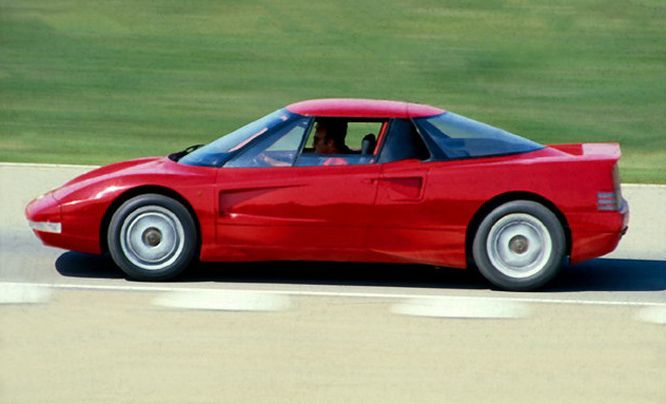
La Ferrari 408 4RM s/n 70183 roulant, achevée à la mi-1987 en tant que prototype de système “4RM”.
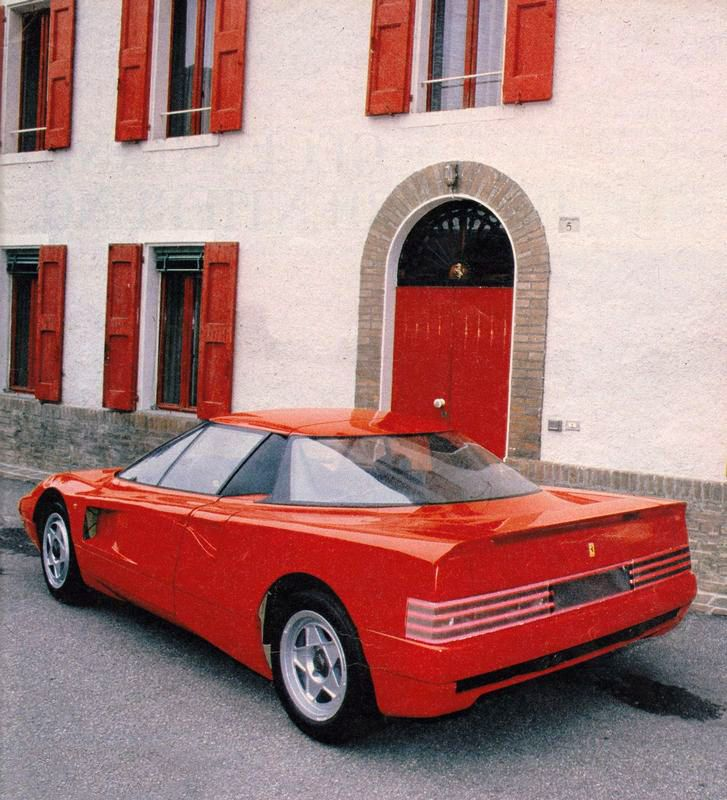
La Ferrari 408 4RM s/n 70183 devant la maison d'Enzo Ferrari en 1987.